# Grand Prix Maďarska 2009
Grand Prix Maďarska 2009 (XXV Magyar Nagydíj), 10. závod 60. ročníku mistrovství světa jezdců Formule 1 a 51. ročníku poháru konstruktérů, historicky již 813. grand prix, se již tradičně odehrála na okruhu v Hungaroringu.

## Společenské a doprovodné akce

### Závody
Osmnáctiletý dánský pilot Michael Christensen z týmu Mücke Motorsport, ovládl kvalifikaci a úvodní závod Formule BMW, která byla doprovodným závodem Formule 1 na Hungaroringu. Ve druhém závodě se dánskému mladíkovi již tolik nedařilo a po třinácti kolech ze závodu odstoupil, z vítězství se radoval o rok mladší Brazilec Luiz Felipe Nasr. Oba zmínění piloti bojují i o celkové prvenství ve formuli BMW. Další atraktivní podívanou byl pro diváky další díl seriálu Porsche Mobil 1 Supercup, který si na Hungaroringu odjel dvě kola kvalifikace a závod, jenž vyhrál německý pilot týmu VELTINS MRS Racing, Rene Rast. Dalším doprovodným programem byla Formule Master, která se na Hungaroringu prezentovala v letošní sezóně poprvé společně s vozy F1. Nejrychlejším v kvalifikaci byla česká naděje Josef Král z týmu JD Motorsport a svojí suverenitu potvrdil i v prvním závodě, když zajel nejrychlejší kolo a nakonec i zaslouženě zvítězil. Ve druhém závodě Josef Kral ukončil své působení v monopostu po 8 kolech, ale zdatně ho zastoupil týmový kolega Sergey Afanasiev, jenž zopakoval Králův výkon z prvního závodu, zajel nejrychlejší kolo a zvítězil. Pravidelným předskokanem grand prix Formule 1 je série GP2, jejímž letošním suverénem je Němec Nico Hülkenberg (ART Grand Prix) což potvrdil i v Maďarsku, když vyhrál kvalifikaci a druhý závod, menší zaváhání ho stálo prvenství i v prvním závodě, který nakonec vyhrál Vitalij Petrov (Campos).

## Výsledky

### Závod
- 26. červenec 2009
- Okruh Hungaroring
- 70 kol x 4,381 km – 40 m = 306.630 km
- 813. Grand Prix
- 10. vítězství « Lewise Hamiltona
- 163. vítězství pro  « McLaren
- 206. vítězství pro  « Velkou Británii
- 149. vítězství pro vůz se startovním číslem « 1
- 55. vítězství ze  « 4. místa na startu

| Legenda k tabulce | Legenda k tabulce                                                                       |
| Barva             | Výsledek                                                                                |
| ----------------- | --------------------------------------------------------------------------------------- |
| Zlatá             | Vítěz                                                                                   |
| Stříbrná          | 2. místo                                                                                |
| Bronzová          | 3. místo                                                                                |
| Zelená            | Bodované umístění                                                                       |
| Modrá             | Nebodované umístění                                                                     |
| Modrá             | Dokončil neklasifikován (NC)                                                            |
| Fialová           | Odstoupil (Ret)                                                                         |
| Červená           | Nekvalifikoval se (DNQ)                                                                 |
| Červená           | Nepředkvalifikoval se (DNPQ)                                                            |
| Černá             | Diskvalifikován (DSQ)                                                                   |
| Bílá              | Nestartoval (DNS)                                                                       |
| Bílá              | Závod zrušen (C)                                                                        |
| Světle modrá      | Pouze trénoval (PO)                                                                     |
| Světle modrá      | Páteční testovací jezdec (TD)                                                           |
| Bez barvy         | Netrénoval (DNP)                                                                        |
| Bez barvy         | Vyřazen (EX)                                                                            |
| Bez barvy         | Nepřijel (DNA)                                                                          |
| Bez barvy         | Odvolal účast (WD)                                                                      |
| Bez barvy         | Nezúčastnil se (prázdné)                                                                |
| Označení          | Význam                                                                                  |
| Tučnost           | Pole position                                                                           |
| Kurzíva           | Nejrychlejší kolo                                                                       |
| †                 | Jezdec nedojel do cíle, ale byl klasifikován, protože odjel více než 90 % délky závodu. |
| ‡                 | Byl udělován poloviční počet bodů, protože bylo odjeto méně než 75 % délky závodu.      |
| Horní index       | Umístění bodujících jezdců ve sprintu                                                   |

| Pozice | č. | Jezdec               | Vůz               | Kolo | Čas               | +/- | Pole | Body | Nej. kolo      | Váha/kg | 1. Pitstop   | 2. Pitstop   |
| ------ | -- | -------------------- | ----------------- | ---- | ----------------- | --- | ---- | ---- | -------------- | ------- | ------------ | ------------ |
| 1      | 1  | Lewis Hamilton       | McLaren MP4-24    | 70   | 1:38:23.876       | 3   | 4    | 10   | 1:22.479 (4.)  | 650,5   | 20. / 26.484 | 46. / 24.378 |
| 2      | 4  | Kimi Räikkönen       | Ferrari F60B      | 70   | á 0:11,529        | 5   | 7    | 8    | 1:22.434       | 651,5   | 19. / 24.676 | 45. / 28.191 |
| 3      | 14 | Mark Webber          | Red Bull RB5      | 70   | á 0:16.886        | 0   | 3    | 6    | 1:21.931       | 652     | 19. / 27.066 | 50. / 23.902 |
| 4      | 16 | Nico Rosberg         | Williams FW31     | 70   | á 0:26.967        | 1   | 5    | 5    | 1:22.468       | 654     | 20. / 26.933 | 49. / 23.177 |
| 5      | 2  | Heikki Kovalainen    | McLaren MP4-24    | 70   | á 0:34.392        | 1   | 6    | 4    | 1:22.958 (8.)  | 655,5   | 21. / 23.314 | 44. / 24.429 |
| 6      | 10 | Timo Glock           | Toyota TF109      | 70   | á 0:35.237        | 7   | 13   | 3    | 1:22.506 (5.)  | 679,2   | 32. / 24.001 | 60. / 21.367 |
| 7      | 22 | Jenson Button        | Brawn BGP 001     | 70   | á 0:55.088        | 1   | 8    | 2    | 1:22.706 (6.)  | 664,5   | 25. / 25.180 | 55. / 22.203 |
| 8      | 9  | Jarno Trulli         | Toyota TF109      | 70   | á 1:08.172        | 3   | 11   | 1    | 1:23.261 (13.) | 671,3   | 28. / 24.670 | 58. / 23.170 |
| 9      | 17 | Kazuki Nakadžima     | Williams FW31     | 70   | á 1:08.774        | 0   | 9    | x    | 1:23.180 (11.) | 658     | 22. / 26.018 | 56. / 22.998 |
| 10     | 23 | Rubens Barrichello   | Brawn BGP 001     | 70   | á 1:09.256        | 2   | 12   | x    | 1:23.024 (9.)  | 689     | 33. / 24.245 | 57. / 21.878 |
| 11     | 6  | Nick Heidfeld        | BMW Sauber F1.09  | 70   | á 1:10.612        | 4   | 15   | x    | 1:23.282 (14.) | 658     | 18. / 24.214 | 49. / 22.716 |
| 12     | 8  | Nelson Piquet jr.    | Renault R29       | 70   | á 1:11.512        | 2   | 14   | x    | 1:23.418 (15.) | 667,7   | 23. / 24.538 | 48. / 23.771 |
| 13     | 5  | Robert Kubica        | BMW Sauber F1.09  | 70   | á 1:14.046        | 5   | 18   | x    | 1:23.224 (12.) | 666     | 21. / 25.079 | 52. / 23.174 |
| 14     | 21 | Giancarlo Fisichella | Force India VJM02 | 69   | á 1 kolo          | 2   | 16   | x    | 1:23.174 (10.) | 680,5   | 29. / 22.871 | 47. / 24.399 |
| 15     | 11 | Jaime Alguersuari    | Toro Rosso STR4   | 69   | á 1 kolo          | 4   | 19   | x    | 1:23.444 (16.) | 675,5   | 28. / 24.660 | 52. / 22.943 |
| 16     | 12 | Sebastien Buemi      | Toro Rosso STR4   | 69   | á 1 kolo          | 6   | 10   | x    | 1:22.955 (7.)  | 671,5   | 26. / 24.414 | 38. / 23.251 |
| Pozice | č. | Odstoupili           | Vůz               | Kolo | Důvod             | +/- | Pole | Body | Nej. kolo      | Váha/kg | 1. Pitstop   | 2. Pitstop   |
| Ret    | 15 | Sebastian Vettel     | Red Bull RB5      | 29   | Zavěšení          | 17  | 2    | x    | 1:23.457 (17.) | 655     | 21. / 27.069 | 27. / 43.121 |
| Ret    | 7  | Fernando Alonso      | Renault R29       | 15   | Palivové čerpadlo | 18  | 1    | x    | 1:23.529 (19.) | 637,5   | 12./ 22.971  | 13./ 30.331  |
| Ret    | 20 | Adrian Sutil         | Force India VJM02 | 1    | Motor             | 19  | 17   | x    |                | 683,5   |              |              |
| Pozice | č. | Nestartoval          | Vůz               | Kolo | Důvod             | +/- | Pole | Body | Nej. kolo      | Váha/kg | 1. Pitstop   | 2. Pitstop   |
| Inj    | 3  | Felipe Massa         | Ferrari F60B      |      | Zranění           |     |      |      |                |         |              |              |

### Penalizace
| č.                   | Jezdec               | Vůz                  | Penalizace           | Důvod                           |                      |
| Penalizace po závodě | Penalizace po závodě | Penalizace po závodě | Penalizace po závodě | Penalizace po závodě            | Penalizace po závodě |
| -------------------- | -------------------- | -------------------- | -------------------- | ------------------------------- | -------------------- |
| 12                   | Sébastien Buemi      | Toro Rosso STR4      | 1800 €               | Překročení rychlosti v pit lane |                      |

### Stupně vítězů
| Jezdci (rekord Michael Schumacher 154) - 59. podium pro « Kimiho Räikkönena - 23. podium pro « Lewise Hamiltona - 8. podium pro « Marka Webbera | Vozy - 625. podium pro « Ferrari (nový rekord) - 432. podium pro « McLaren - 14. podium pro « Red Bull | Státy - 526. podium pro « Velkou Británii (nový rekord) - 134. podium pro « Finsko - 64. podium pro « Austrálii |

### Bodové umístění
V závorce body získane v této GP:
| Jezdci (rekord Michael Schumacher 1369 bodů) - 549 (8) bodů pro « Kimi Räikkönena - 302 (2) bodů pro « Jensona Buttona - 236,5 (1) bodů pro « Jarna Trulliho - 226 (10) bodů pro « Lewise Hamiltona - 151,5 (6) bodů pro « Marka Webbera - 92 (4) bodů pro « Heikki Kovalainen - 66,5 (5) bodů pro « Nico Rosberga - 43 (3) bodů pro « Timo Glocka | Vozy - 4063,5 (8) bodů pro « Ferrari (nový rekord) - 3338,5 (14) bodů pro « McLaren - 2591 (5) bodů pro « Williams - 257,5 (4) bodů pro « Toyota - 201,5 (6) bodů pro « Red Bull - 114 (2) bodů pro « Brawn GP | Státy - 4631,28 (12) bodů pro « Velkou Británii (nový rekord) - 2488,5 (8) bodů pro « Německo - 1980,8 (1) bodů pro « Itálii - 1263,5 (12) bodů pro « Finsko - 625,5 (6) bodů pro « Austrálii |

### Nejrychlejší kolo
- Mark Webber 1:21,931 Red Bull
- 1. nejrychlejší kolo pro  Marka Webbera
- 2. nejrychlejší kolo pro  « Red Bull
- 26. nejrychlejší kolo pro « Austrálii
- 6. nejrychlejší kolo pro vůz se startovním číslem « 14

### Vedení v závodě
- « Fernando Alonso  byl ve vedeni 1232 kol
- « Lewis Hamilton  byl ve vedeni 674 kol
- « Heikki Kovalainen byl ve vedeni 41 kol
- « McLaren  byl ve vedení 9 602 kol
- « Renault byl ve vedení 2 510 kol
- « Velká Británie  byla ve vedení 13 617 kol.
- « Finsko  byla ve vedení 3 073 kol.
- « Španělsko  byla ve vedení 1 232 kol.

| Kola       | km         | Jezdec            | %     |
| ---------- | ---------- | ----------------- | ----- |
| 1-11 kolo  | 48.191 km  | Fernando Alonso   | 17,7% |
| 12-20 kolo | 39.429 km  | Lewis Hamilton    | 12,9% |
| 21 kolo    | 4.381 km   | Heikki Kovalainen | 1,4%  |
| 22-70 kolo | 210.288 km | Lewis Hamilton    | 68%   |

| Alonso | LH |  | Hamilton |
| ------ | -- |  | -------- |

### Postavení na startu
Fernando Alonso- Renault-1:21,569
- 18. Pole position  « Fernanda Alonsa
- 51. Pole position pro « Renault
- 18. Pole position pro « Španělsko
- 26. Pole position pro vůz se «  startovním číslem 7
- 30× první řadu získal « Fernando Alonso
- 6× první řadu získal « Sebastian Vettel
- 68× první řadu získal « Renault
- 7× první řadu získal « Red Bull
- 30× první řadu získala « Španělsko
- 163× první řadu získala « Německo

| *                                                          | *                                                      | Kvalifikace III.                   | Kvalifikace II.                      | Kvalifikace I.                            |
| ---------------------------------------------------------- | ------------------------------------------------------ | ---------------------------------- | ------------------------------------ | ----------------------------------------- |
| _______1_______ Fernando Alonso Renault 1:21,569           |                                                        | Fernando Alonso Renault 1:21,569   | Mark Webber Red Bull 1:20,358        | Nico Rosberg Williams 1:20,793            |
|                                                            | _______2_______ Sebastian Vettel Red Bull 1:21,607     | Sebastian Vettel Red Bull 1:21,607 | Lewis Hamilton McLaren 1:20,842      | Lewis Hamilton McLaren 1:20,842           |
| _______3_______ Mark Webber Red Bull 1:21,741              |                                                        | Mark Webber Red Bull 1:21,741      | Kazuki Nakadžima Williams 1:20,570   | Mark Webber Red Bull 1:20,964             |
|                                                            | _______4_______ Lewis Hamilton McLaren 1:21,839        | Lewis Hamilton McLaren 1:21,839    | Sebastian Vettel Red Bull 1:20,604   | Sebastian Vettel Red Bull 1:21,178        |
| _______5_______ Nico Rosberg Williams 1:21,890             |                                                        | Nico Rosberg Williams 1:21,890     | Kimi Räikkönen Ferrari 1:20,647      | Nelson Piquet Jr. Renault 1:21,278        |
|                                                            | _______6_______ Heikki Kovalainen McLaren 1:22,095     | Heikki Kovalainen McLaren 1:22,095 | Jenson Button Brawn GP 1:20,707      | Fernando Alonso Renault 1:21,313          |
| _______7_______ Kimi Räikkönen Ferrari 1:22,468            |                                                        | Kimi Räikkönen Ferrari 1:22,468    | Heikki Kovalainen McLaren 1:20,807   | Kazuki Nakadžima Williams 1:21,407        |
|                                                            | _______8_______ Jenson Button Brawn GP 1:22,511        | Jenson Button Brawn GP 1:22,511    | Felipe Massa Ferrari 1:20,823        | Jarno Trulli Toyota 1:21,416              |
| _______9_______ Kazuki Nakadžima Williams 1:22,835         |                                                        | Kazuki Nakadžima Williams 1:22,835 | Fernando Alonso Renault 1:20,826     | Felipe Massa Ferrari 1:21,420             |
|                                                            | _______10_______ Felipe Massa Ferrari - -- ---         | Felipe Massa Ferrari - -- ---      | Nico Rosberg Williams 1:20,862       | Jenson Button Brawn GP 1:21,471           |
| _______11_______ Sébastien Buemi Toro Rosso 1:21,002       |                                                        |                                    | Sébastien Buemi Toro Rosso 1:21,002  | Kimi Räikkönen Ferrari 1:21,500           |
|                                                            | _______12_______ Jarno Trulli Toyota 1:21,082          |                                    | Jarno Trulli Toyota 1:21,082         | Rubens Barrichello Brawn GP 1:21,558      |
| _______13_______ Rubens Barrichello Brawn GP 1:21,222      |                                                        |                                    | Rubens Barrichello Brawn GP 1:21,222 | Sébastien Buemi Toro Rosso 1:21,571       |
|                                                            | _______14_______ Timo Glock Toyota 1:21,242            |                                    | Timo Glock Toyota 1:21,242           | Timo Glock Toyota 1:21,584                |
| _______15_______ Nelson Piquet Jr. Renault 1:21,389        |                                                        |                                    | Nelson Piquet Jr. Renault 1:21,389   | Heikki Kovalainen McLaren 1:21,659        |
|                                                            | _______16_______ Nick Heidfeld BMW 1:21,738            |                                    |                                      | Nick Heidfeld BMW 1:21,738                |
| _______17_______ Giancarlo Fisichella Force India 1:21,807 |                                                        |                                    |                                      | Giancarlo Fisichella Force India 1:21,807 |
|                                                            | _______18_______ Adrian Sutil Force India 1:21,868     |                                    |                                      | Adrian Sutil Force India 1:21,868         |
| _______19_______ Robert Kubica BMW 1:21,901                |                                                        |                                    |                                      | Robert Kubica BMW 1:21,901                |
|                                                            | _______20_______ Jaime Alguersuari Toro Rosso 1:22,359 |                                    |                                      | Jaime Alguersuari Toro Rosso 1:22,359     |

## Tréninky
| *  | I. Trénink                                | *  | II. Trénink                               | *  | III. Trénink                              |
| -- | ----------------------------------------- | -- | ----------------------------------------- | -- | ----------------------------------------- |
| 1  | Heikki Kovalainen McLaren 1:22.278        | 1  | Lewis Hamilton McLaren 1: 22.079          | 1  | Lewis Hamilton McLaren 1: 21.009          |
| 2  | Nico Rosberg Williams 1:22.337            | 2  | Heikki Kovalainen McLaren 1:22.126        | 2  | Nick Heidfeld BMW 1:21.408                |
| 3  | Lewis Hamilton McLaren 1:22.554           | 3  | Nico Rosberg Williams 1:22.154            | 3  | Nico Rosberg Williams 1:21.509            |
| 4  | Mark Webber Red Bull 1:22.615             | 4  | Mark Webber Red Bull 1:22.369             | 4  | Heikki Kovalainen McLaren 1:21.655        |
| 5  | Kazuki Nakadžima Williams 1:22.619        | 5  | Kazuki Nakadžima Williams 1:22.426        | 5  | Sébastien Buemi Toro Rosso 1:21.800       |
| 6  | Jarno Trulli Toyota 1:22.705              | 6  | Sebastian Vettel Red Bull 1:22.550        | 6  | Timo Glock Toyota 1:21.849                |
| 7  | Kimi Räikkönen Ferrari 1:22.796           | 7  | Rubens Barrichello Brawn GP 1:22.641      | 7  | Felipe Massa Ferrari 1:21.                |
| 8  | Felipe Massa Ferrari 1:22.855             | 8  | Jarno Trulli Toyota 1:22.663              | 8  | Kazuki Nakadžima Williams 1:21.935        |
| 9  | Fernando Alonso Renault 1:23.001          | 9  | Nick Heidfeld BMW 1:22.690                | 9  | Mark Webber Red Bull 1:2                  |
| 10 | Jenson Button Brawn GP 1:23.130           | 10 | Timo Glock Toyota 1:22.751                | 10 | Sebastian Vettel Red Bull 1:21.971        |
| 11 | Robert Kubica BMW 1:23.146                | 11 | Kimi Räikkönen Ferrari 1:22.763           | 11 | Robert Kubica BMW 1:22                    |
| 12 | Nick Heidfeld BMW 1:23.154                | 12 | Fernando Alonso Renault 1:22.793          | 12 | Jarno Trulli Toyota 1:22.097              |
| 13 | Rubens Barrichello Brawn GP 1:23.209      | 13 | Jenson Button Brawn GP 1:22.806           | 13 | Rubens Barrichello Brawn GP 1:22.101      |
| 14 | Timo Glock Toyota 1:23.234                | 14 | Robert Kubica BMW 1:22.870                | 14 | Nelson Piquet Jr. Renault 1:22.210        |
| 15 | Sebastian Vettel Red Bull 1:23.283        | 15 | Nelson Piquet Jr. Renault 1:22.927        | 15 | Kimi Räikkönen Ferrari 1:22.270           |
| 16 | Giancarlo Fisichella Force India 1:23.484 | 16 | Adrian Sutil Force India 1:22.978         | 16 | Fernando Alonso Renault 1:22.274          |
| 17 | Nelson Piquet Jr. Renault 1:23.678        | 17 | Giancarlo Fisichella Force India 1:23.029 | 17 | Jenson Button Brawn GP 1:22.312           |
| 18 | Adrian Sutil Force India 1:23.845         | 18 | Felipe Massa Ferrari 1:23.156             | 18 | Jaime Alguersuari Toro Rosso 1:22.391     |
| 19 | Sébastien Buemi Toro Rosso 1:23.998       | 19 | Sébastien Buemi Toro Rosso 1:23.176       | 19 | Giancarlo Fisichella Force India 1:22.684 |
| 20 | Jaime Alguersuari Toro Rosso 1:24.228     | 20 | Jaime Alguersuari Toro Rosso 1:23.942     | 20 | Adrian Sutil Force India 1:23.231         |

## Zajímavosti
- Brawn GP startoval v 10 GP
- Lewis Hamilton získal 10 vítězství
- Mark Webber zajel své první nejrychlejší kolo
- Renault získal 50 Pole Position
- Robert Kubica startoval v 50 GP
- Sébastien Buemi startoval v 10 GP
- Jaime Alguersuari se stal nejmladším účastníkem ve formuli 1 « (19 let 4 měsíce a 3 dny)

| Pole position   | Vítězství          | Nej. kolo    | Hat trick | Vedení             | Vedení          | Vedení            | Chelem |
| Španělsko       | Spojené království | Austrálie    |           | Spojené království | Španělsko       | Finsko            |        |
| Fernando Alonso | Lewis Hamilton     | Mark Webber  |           | Lewis Hamilton     | Fernando Alonso | Heikki Kovalainen |        |
| Renault R29     | McLaren MP4-24     | Red Bull RB5 |           | McLaren MP4-24     | Renault R29     | McLaren MP4-24    |        |
| 1:21.569        | 1:38:23.876        | 1:21.931     |           | 58 kol             | 11 kol          | 1 kolo            |        |
| 193.353 km/h    | 186.973 km/h       | 192.499 km/h |           | 254.098 km         | 48.191 km       | 4.381 km          |        |
| --------------- | ------------------ | ------------ | --------- | ------------------ | --------------- | ----------------- | ------ |